# Нунцій

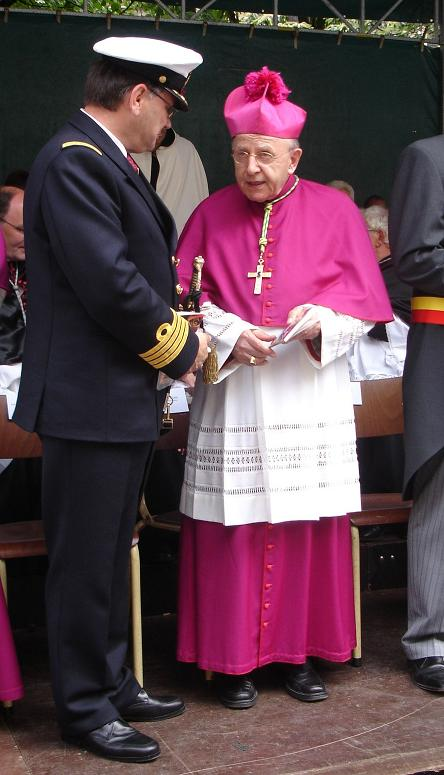
Архієп. Карл-Йозеф Раубер (Karl-Josef Rauber), - апостольський нунцій у Бельгії та Люксембурзі (2003-2009)

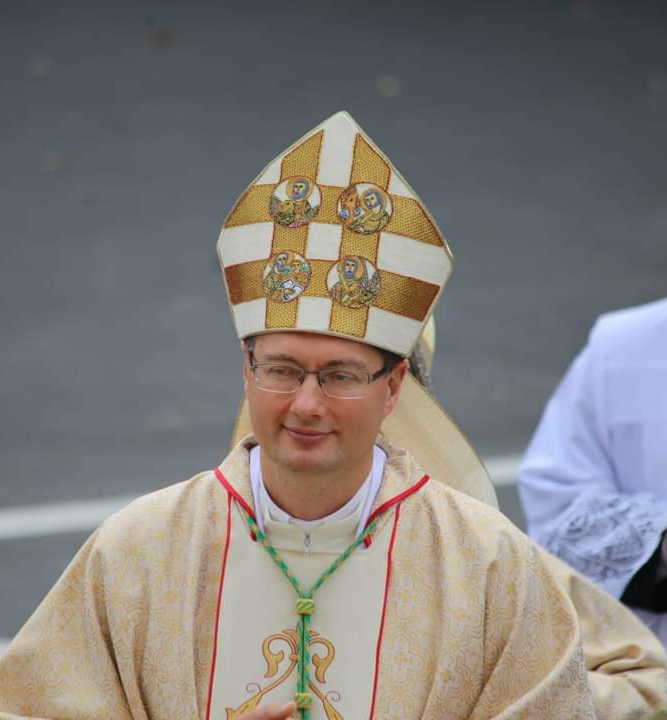
Архієп. Вісвальдас Кульбокас (Visvaldas Kulbokas) - чинний Апостольський Нунцій в Україні (з 15 червня 2021 р.)

Ну́нцій (від лат. nuntius «вісник») — постійний дипломатичний представник Папи Римського в державах, з якими Ватикан підтримує офіційні дипломатичні відносини; найвищий дипломатичний представник Святого престолу, що відповідає Надзвичайному і повноважному послу.
У низці країн, зокрема у більшості європейських, католицьких (також у південноамериканських), від часу проведення Віденського мирного конгресу 1814–15 років нунцій є дуаєном (старійшиною) дипломатичного корпусу. Похідне від «нунцій» — «нунціатура», посольство Святого Престолу в певній державі.
Також існують ранги дипломатичних представників Святого Престолу — інтернунцій (або пронунцій), апостольський візітатор, апостольський делегат.
Інститут постійного представництва нунціїв склався з 1-ї половини XVI століття.